# Odontiopsis ambigua
Odontiopsis ambigua är en svampart som först beskrevs av Berk. & Broome, och fick sitt nu gällande namn av Hjortstam 1987. Odontiopsis ambigua ingår i släktet Odontiopsis och familjen Schizoporaceae.   Inga underarter finns listade i Catalogue of Life.